# Assembleia de freguesia

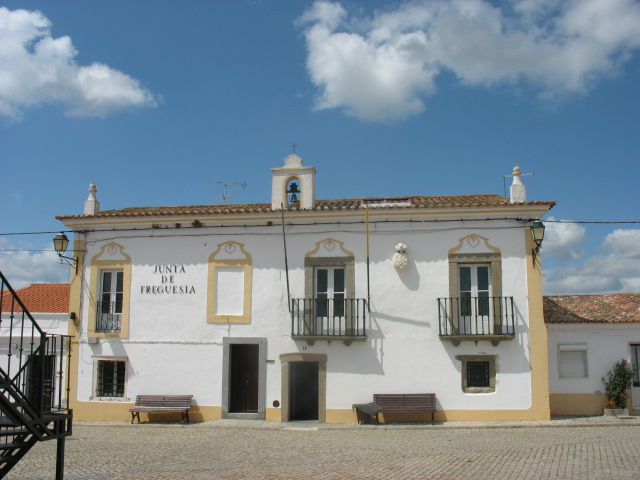
Sede da Assembleia de Freguesia de Pavia.

A assembleia de freguesia é o órgão deliberativo das freguesias de Portugal, sendo eleita por sufrágio universal, direto e secreto dos cidadãos recenseados na área da freguesia, segundo o sistema de representação proporcional. Este órgão é substituído pelo plenário dos eleitores, nas freguesias com 150 ou menos eleitores recenseados (democracia direta).
As assembleias de freguesias são responsáveis pela eleição dos vogais das respetivas juntas de freguesia.

## Composição
A assembleia de freguesia é composta por 19 membros quando o número de eleitores for superior a 20 000, por 13 membros quando for igual ou inferior a 20 000 e superior a 5000, por 9 membros quando for igual ou inferior a 5000 e superior a 1000 e por 7 membros quando for igual ou inferior a 1000.
Nas freguesias com mais de 30 000 eleitores, o número de membros atrás referido é aumentado de mais um por cada 10 000 eleitores para além daquele número. Quando, por aplicação da regra anterior, o resultado for par, o número de membros obtido é aumentado de um.
Nas freguesias com 150 eleitores ou menos, a assembleia de freguesia é substituída pelo plenário dos cidadãos eleitores.
O plenário de cidadãos eleitores rege-se, com as necessárias adaptações, pelas regras estabelecidas para a assembleia de freguesia e respetiva mesa.

## Sessões
A assembleia de freguesia tem, anualmente, quatro sessões ordinárias, em abril, junho, setembro e novembro ou dezembro, convocadas por edital.
A primeira e a quarta sessões destinam-se, respetivamente, à apreciação do inventário de todos os bens, direitos e obrigações patrimoniais e respetiva avaliação e ainda à apreciação e votação dos documentos de prestação de contas do ano anterior e à aprovação das opções do plano e da proposta de orçamento para o ano seguinte, exceto a aprovação das opções do plano e da proposta
de orçamento para o ano imediato ao da realização de eleições gerais que terá lugar, em sessão ordinária ou extraordinária da assembleia que resultar do ato eleitoral, até ao final do mês de abril do referido ano.
A assembleia de freguesia pode reunir-se em sessão extraordinária por iniciativa da respetiva mesa ou quando requerida: pelo presidente da junta de freguesia, em execução de deliberação desta; por um terço dos seus membros ou por um número de cidadãos eleitores inscritos no recenseamento eleitoral da freguesia, equivalente a 30 vezes o número de elementos que compõem a assembleia quando aquele número de cidadãos eleitores for igual ou inferior a 5000 e 50 vezes quando for superior.